# Medizinische Akademie Erfurt
Die Medizinische Akademie Erfurt (MAE), in den Jahren 1992/1993 als Medizinische Hochschule Erfurt (MHE) bezeichnet, war eine am 1. September 1954 gegründete Medizinische Hochschule mit Promotions- und Habilitationsrecht in Erfurt, zur damaligen Zeit Bezirkshauptstadt des Bezirks Erfurt in der DDR und seit 1990 Landeshauptstadt des Freistaats Thüringen. Das Studium an der MAE umfasste den klinischen Teil des Medizinstudiums, nachdem die Studenten den vorklinischen Teil bis zum Physikum an den medizinischen Fakultäten verschiedener Universitäten in der DDR absolviert hatten. Die Hochschule wurde zum 31. Dezember 1993 geschlossen, als Nachfolgeeinrichtung entstand das zur Helios-Gruppe gehörende Klinikum Erfurt, ein Krankenhaus der Maximalversorgung und Akademisches Lehrkrankenhaus der Friedrich-Schiller-Universität Jena.

## Geschichte

### Gründung und Ausbau
Die Gründung der Medizinischen Akademie Erfurt erfolgte 1954 zusammen mit zwei anderen Medizinischen Akademien in Dresden und Magdeburg. Hintergrund war die nicht ausreichende Ausbildungskapazität der an den Universitäten in der DDR vorhandenen Medizinischen Fakultäten, nicht zuletzt in Anbetracht der anhaltenden Abwanderung von Ärzten und Medizinstudenten nach Westdeutschland. Die Hochschule entstand aus den in der Stadt Erfurt vorhandenen Städtischen Krankenanstalten, die in den folgenden Jahren durch Um- und Neubauten umfangreich erweitert wurden. So wurden unter anderem ein Institut für Pathologie, eine HNO- und Augenklinik, ein Institut für Pharmakologie und eine Mensa neu errichtet, sowie die Chirurgische Klinik durch einen Anbau vergrößert. Die Frauenklinik erhielt 1974 ein neugebautes Bettenhaus und wurde mit über 400 Betten zur größten Einrichtung ihrer Art in der DDR.
Für die 1973 an der MAE eingeführte Grundstudienrichtung Stomatologie zur Ausbildung von 100 Absolventen pro Studienjahr folgte 1975 ein zehnstöckiger Neubau, in dem auch ein Institut für Pathobiochemie und ein Institut für Pathophysiologie eingerichtet wurden. Für die übergreifende Führung des zahnmedizinischen Studienprozesses wurde erstmals das Sektionsmodell mit fünf selbständigen Lehrstühlen eingeführt: die klassischen Lehrstühle für konservierende, orthopädische und prothetische Zahnheilkunde sowie für Kiefer- und Gesichtschirurgie und erstmals an einer deutschen Hochschule ein Lehrstuhl für präventive Zahnheilkunde.
Die Ausbildung von Ärzten und Zahnärzten an der MAE beschränkte sich auf den klinischen Teil des Medizinstudiums sowie der Zahnmedizin, nach dem Bestehen des ersten Abschnitts der ärztlichen und zahnärztlichen Prüfung (Physikum). Die vorklinischen Studienjahre absolvierten die Studenten zuvor an der Humboldt-Universität zu Berlin, an der Karl-Marx-Universität Leipzig, der Friedrich-Schiller-Universität Jena oder auch an osteuropäischen Universitäten. 1961 wurde die Akademie um eine Medizinische Fachschule erweitert, in der Schüler in verschiedenen medizinbezogenen Ausbildungsberufen unterrichtet wurden. Zum Jahreswechsel 1989/1990 waren an der Medizinischen Akademie Erfurt etwa 600 Studenten eingeschrieben, sowie 85 Hochschullehrer und rund 3.500 Mitarbeiter in 38 Kliniken, Instituten und sonstigen selbständigen Einrichtungen beschäftigt. Wie an allen Hochschuleinrichtungen der DDR gab es auch an der MAE ein Institut für Marxismus-Leninismus für die ideologische Schulung der Studenten, aber auch der Mitarbeiter einschließlich der Professoren, Dozenten und wissenschaftlichen Assistenten. Mit rund 2.100 Betten stellte die MAE das zentrale Krankenhaus für die Stadt Erfurt sowie den umliegenden Kreis Erfurt-Land und den Bezirk Erfurt dar.

### Veränderungen nach 1989
In der Zeit der politischen Wende in der DDR kam es auch an der MAE zu Demokratisierungsbestrebungen, so durch Entstehung der Arbeitsgruppe „Demokratie an der MAE“ im November des Jahres 1989. Auf deren Initiative folgten Anfang 1990 ein Runder Tisch und freie Wahlen zum Wissenschaftlichen Rat, Senat und Rektor, sowie nicht zuletzt zu einem Personalrat als Mitarbeitervertretung. Organe und Institutionen wie die Kaderabteilung, die Hochschul-Parteigruppe der Sozialistischen Einheitspartei Deutschlands (SED), das Prorektorat für Gesellschaftswissenschaften, die SED-geführte Hochschul-Gewerkschaftsleitung, die Hochschulleitung der Freien Deutschen Jugend (FDJ) wurden ebenso aufgelöst wie die Abteilung für Zivilverteidigung, das Institut für Marxismus-Leninismus und die Abteilung für Militärmedizin. Die von der SED-Parteileitung herausgegebene Betriebszeitung Akademie-Spiegel wurde 1990 umbenannt in Hochschulzeitung und bekam eine unabhängige Redaktion unter Leitung von Winfried Müller.
Nach der deutschen Wiedervereinigung wurde die MAE im Juli 1992 durch das Thüringische Hochschulgesetz in „Medizinische Hochschule Erfurt“ (MHE) umbenannt und damit bestätigt. Bereits ab 1990 gab es Bestrebungen, einschließlich einer Pilotstudie, die ärztliche Ausbildung an der Hochschule auch auf den vorklinischen Bereich zu erweitern. Leiter von Kliniken, Instituten und Abteilungen mussten sich – wie an allen Hochschulen der ehemaligen DDR – einer „Vertrauensfrage“ der Mitarbeiter stellen. Professoren und Dozenten hatten sich einer fachlichen und politischen Evaluierung zu unterziehen und wurden danach durch den Thüringer Wissenschaftsminister zu „Hochschullehrern neuen Rechts“ ernannt. Freigewordene Stellen wurden ausgeschrieben und entsprechend neu besetzt.

### Aufhebung der Hochschule
Anfang November 1992 beschlossen die Regierung und der Landtag des Landes Thüringen – trotz positiver Evaluierung der Hochschule durch den Wissenschaftsrat sowie starker öffentlicher Proteste von Hochschullehrern und Studenten – aus finanziellen Gründen die Einstellung der MHE zum 31. Dezember 1993. Bereits im Juni 1992 war eine Bürgerinitiative zum Erhalt der MHE gegründet worden, an der sich hochrangige Persönlichkeiten der Stadt und der Hochschule beteiligten, einschließlich aller noch lebenden früheren Rektoren. Anfang November 1992 erfolgte ein „Aufruf zur Rettung der MHE“ durch deren Senat und den Magistrat der Stadt Erfurt. An einer Protestkundgebung auf dem Domplatz beteiligten sich 20.000 Erfurter Bürger. Eine Unterschriftensammlung erbrachte bis Dezember 1993 76.000 Unterschriften für den Erhalt der MHE.
Die 1993 an der Hochschule vorhandenen Studenten konnten ihr Studium noch bis 1996 in Erfurt fortsetzen und mit dem Staatsexamen beenden. Das Promotionsrecht (mit Übergangsbestimmungen bis Ende der 1990er Jahre) und das Habilitationsrecht liefen aus. Im Gegensatz zu den in Dresden und Magdeburg bestehenden Medizinischen Akademien, die als medizinische Fakultäten in die jeweiligen Universitäten integriert wurden, erfolgte keine Eingliederung der MHE in die ein Jahr später wiedergegründete Universität Erfurt, deren fachlicher Schwerpunkt auf den Geistes- und Sozialwissenschaften liegen sollte. Das Thüringer „Gesetz zur Errichtung der Universität Erfurt und zur Aufhebung der Medizinischen Hochschule Erfurt“ vom 23. Dezember 1993 macht schon in seiner Bezeichnung den Zusammenhang zwischen Universitätsgründung und MHE-Aufhebung deutlich. Am 17. Dezember 1993 fand ein „Akademisches Requiem“ im Festsaal des Rathauses statt, bei dem der Rektor der MHE die akademischen Insignien der Hochschule „zur Aufbewahrung“ an die Stadt Erfurt übergab.
Den Betrieb der neuen Klinikum Erfurt GmbH – als Krankenhaus der Maximalversorgung und als Akademisches Lehrkrankenhaus der Friedrich-Schiller-Universität Jena – übernahm, nach einer mehrjährigen Übergangszeit mit einem anderen privaten Träger (GFK Krankenhausmanagement GmbH Teltow) unter Beteiligung der Stadt Erfurt, die private Helios-Gruppe. Das Zentrum für Zahn-, Mund- und Kieferheilkunde wurde 1996 geschlossen. Die Bibliotheken der einzelnen Institute und Kliniken wurden bereits 1994 abgewickelt, die Zentralbibliothek der MHE wurde zunächst noch eine Zweigstelle der Thüringer Universitäts- und Landesbibliothek in Jena und Ende der 1990er Jahre geschlossen.

## Traditionen und Persönlichkeiten

### Einordnung in die Erfurter Hochschulgeschichte

Rektoratssiegel der alten Erfurter Universität

Mit ihrer Gründung sah sich die Medizinische Akademie Erfurt in der Tradition der Hierana, der von 1392 bis 1816 bestehenden ersten Erfurter Universität. Sichtbarer Ausdruck war die Ausführung der vom Erfurter Rat der Stadt zur Eröffnung gestifteten Amtskette des Rektors der MAE. Sie enthielt das Rektoratssiegel der Universität Erfurt vom Anfang des 15. Jahrhunderts, das Siegel der Medizinischen Fakultät aus dem Jahre 1475, das Siegel des zweiten Rektors der Universität (1394/1395) Amplonius Rating de Berka und das Erfurter Stadtwappen. Das Rektoratssiegel der alten Universität fand darüber hinaus Verwendung für alle offiziellen Dokumente und Urkunden der Akademie.
Nachdem bereits seit 1956 Vorlesungen zur Geschichte der Medizin von auswärtigen Lehrbeauftragten gehalten wurden, entstand 1960 eine Abteilung für Geschichte der Medizin. Unter Leitung von Horst Rudolf Abe wurden in den folgenden Jahrzehnten umfangreiche Forschungsarbeiten zur Medizingeschichte Erfurts und zur Geschichte der Universität Erfurt geleistet. In Verantwortung dieser Abteilung lag auch die Herausgabe der seit 1956 erscheinenden Schriftenreihe Beiträge zur Geschichte der Universität Erfurt (1392–1816), die ab 1984 unter dem Titel Beiträge zur Wissenschafts- und Hochschulgeschichte Erfurts erschien. Bis 1991 wurden insgesamt 22 Bände und fünf Neuauflagen mit Beiträgen von 103 Autoren veröffentlicht.

### An der Hochschule tätige Personen
Gründungsrektor der Medizinischen Akademie Erfurt war von 1954 bis 1959 der Chirurg Egbert Schwarz, Direktor der Chirurgischen Klinik der Städtischen Krankenanstalten seit 1934. Ihm folgten von 1959 bis 1963 der Pathologe Harry Güthert, von 1963 bis 1965 der HNO-Arzt Kurt Schröder, von 1965 bis 1970 der Internist August Sundermann, von 1970 bis 1973 der Kinderarzt Helmut Patzer, von 1973 bis 1985 der Chirurg Werner Usbeck, von 1985 bis 1989 der Kardiologe Joachim Knappe und von Januar bis Mai 1990 der Chirurg Rudolf Henke. Erster frei gewählter Rektor nach der Wende in der DDR wurde am 8. Mai 1990 der Zahnmediziner Walter Künzel, der die Hochschule bis zu ihrer Einstellung zum Ende des Jahres 1993 leitete.
Weitere bekannte Hochschullehrer an der Akademie waren unter anderem der Pharmakologe Fritz Markwardt, dem in den 1950er Jahren die Isolierung und Charakterisierung des Hirudins gelungen war, Karl Leonhard, der in Erfurt als Ordinarius für Psychiatrie und Neurologie wirkte, Klaus Niedner und Heinz Spitzbart, als Ordinarien für Gynäkologie und Geburtshilfe, Bernd Nilius als Professor für Physiologie sowie der Medizinhistoriker Horst Rudolf Abe. Zu den Absolventen zählten beispielsweise der langjährige Präsident des Deutschen Roten Kreuzes der DDR Werner Ludwig, der 1962 an der MAE habilitiert wurde, sowie Klaus Thielmann, der in den Jahren 1989/1990 als Minister für Gesundheitswesen der DDR fungierte.
Anfang der 1980er Jahre arbeitete Christoph Matschie, seit 2009 Kultusminister und stellvertretender Ministerpräsident in Thüringen, in vergeblicher Erwartung eines Studienplatzes für Medizin als Krankenpflegehelfer an der HNO-Klinik der MAE. In der gleichen Klinik war unter dem Decknamen „Angelika Gerlach“ zeitweise die RAF-Terroristin Silke Maier-Witt als Krankenschwester tätig.

## Gebäude der Hochschule (Auswahl)

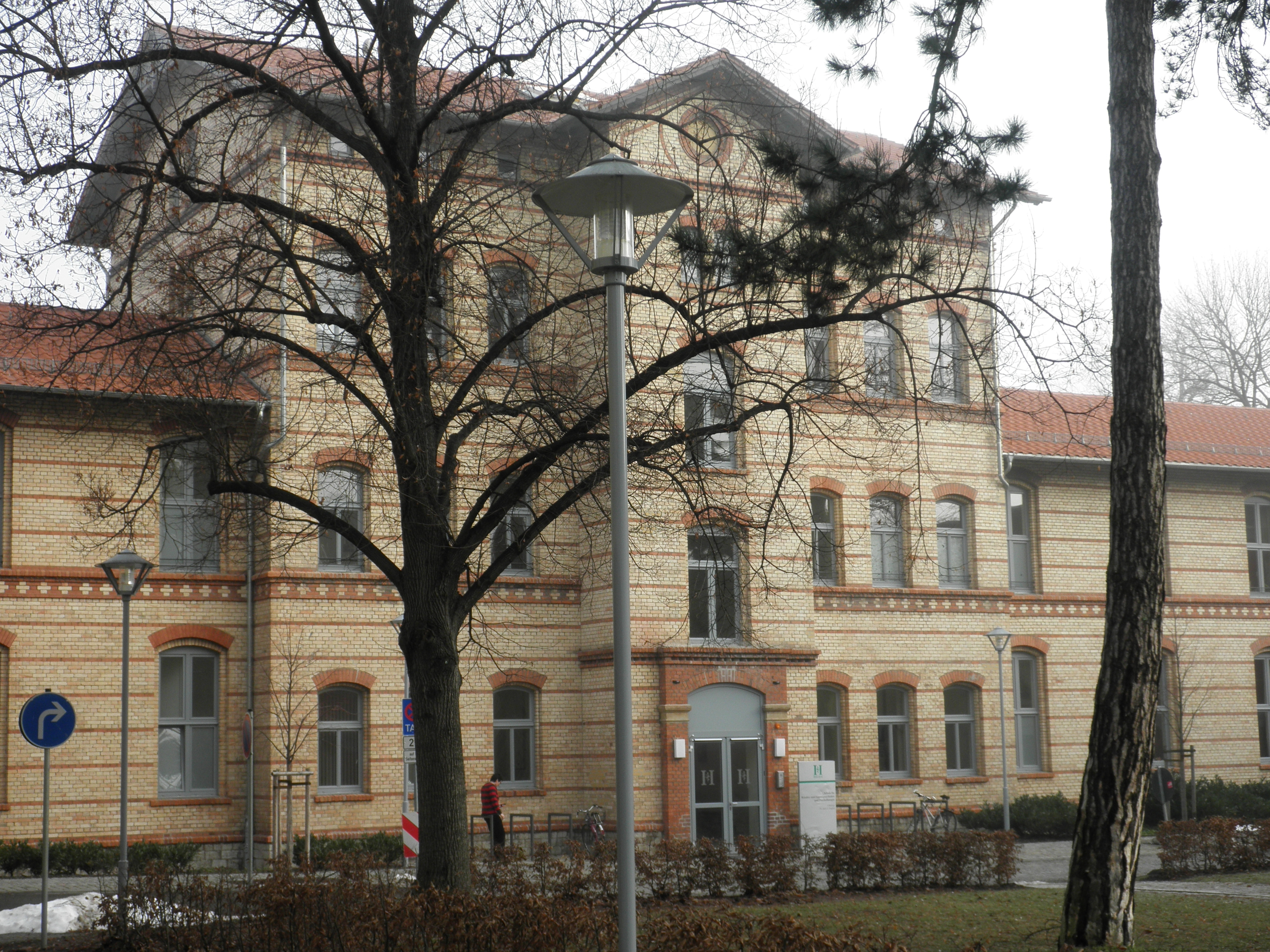
Hauptgebäude der Inneren Klinik der Städtischen Krankenanstalten Erfurt von 1885
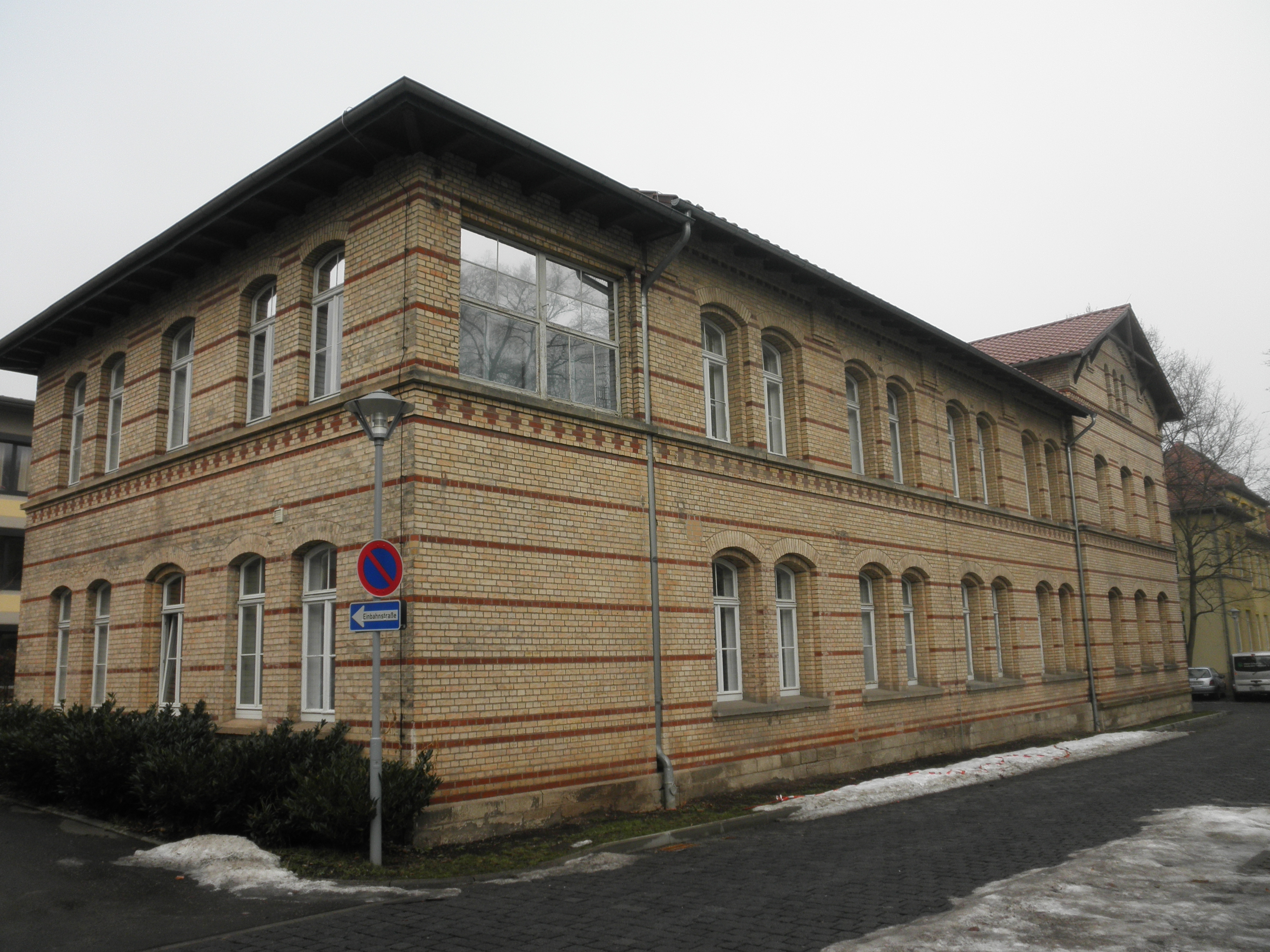
Haus 8 für Röntgen und Funktionsdiagnostik, gebaut um 1885
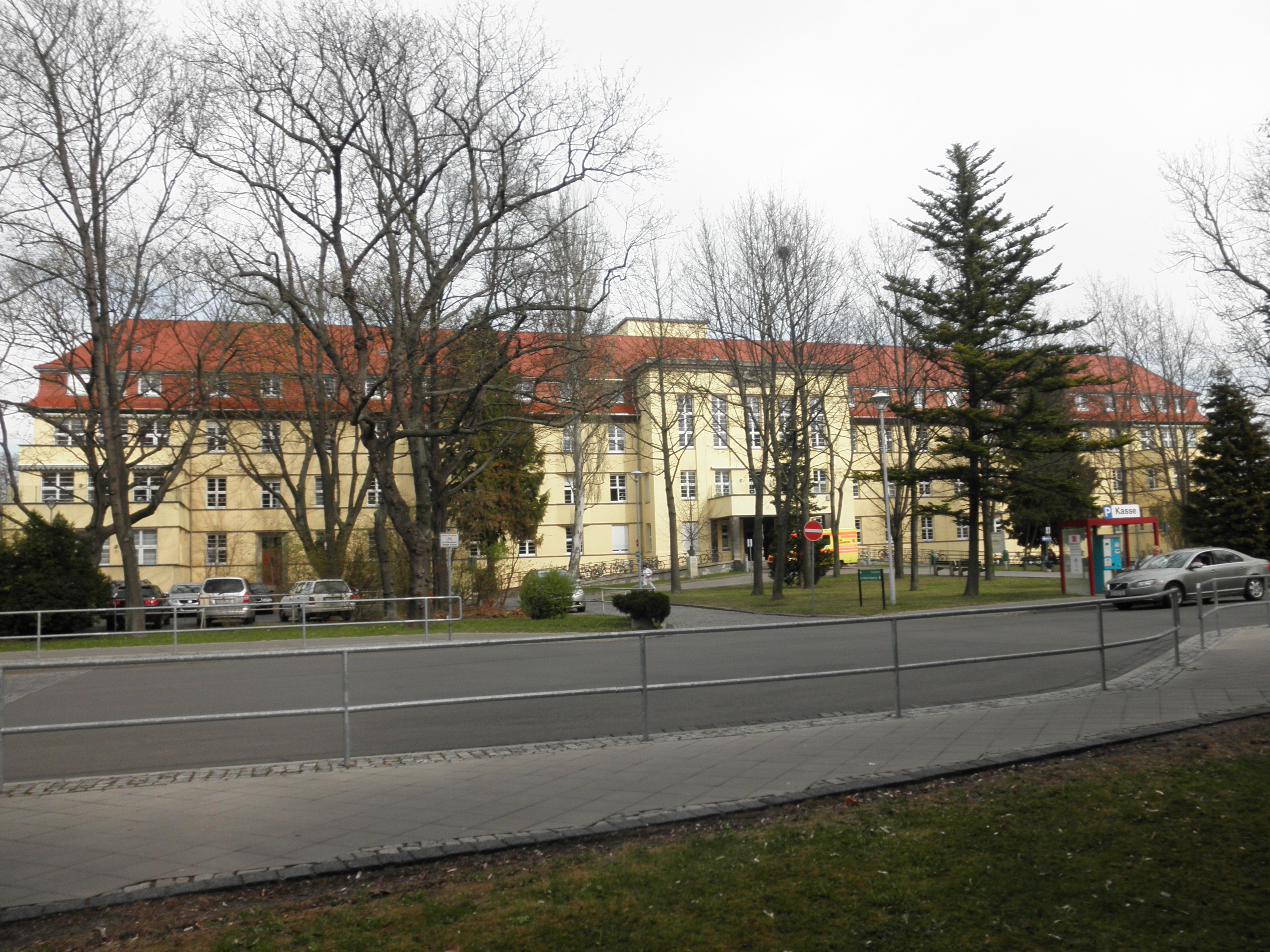
Chirurgische Klinik von 1928 (Foto 2012)
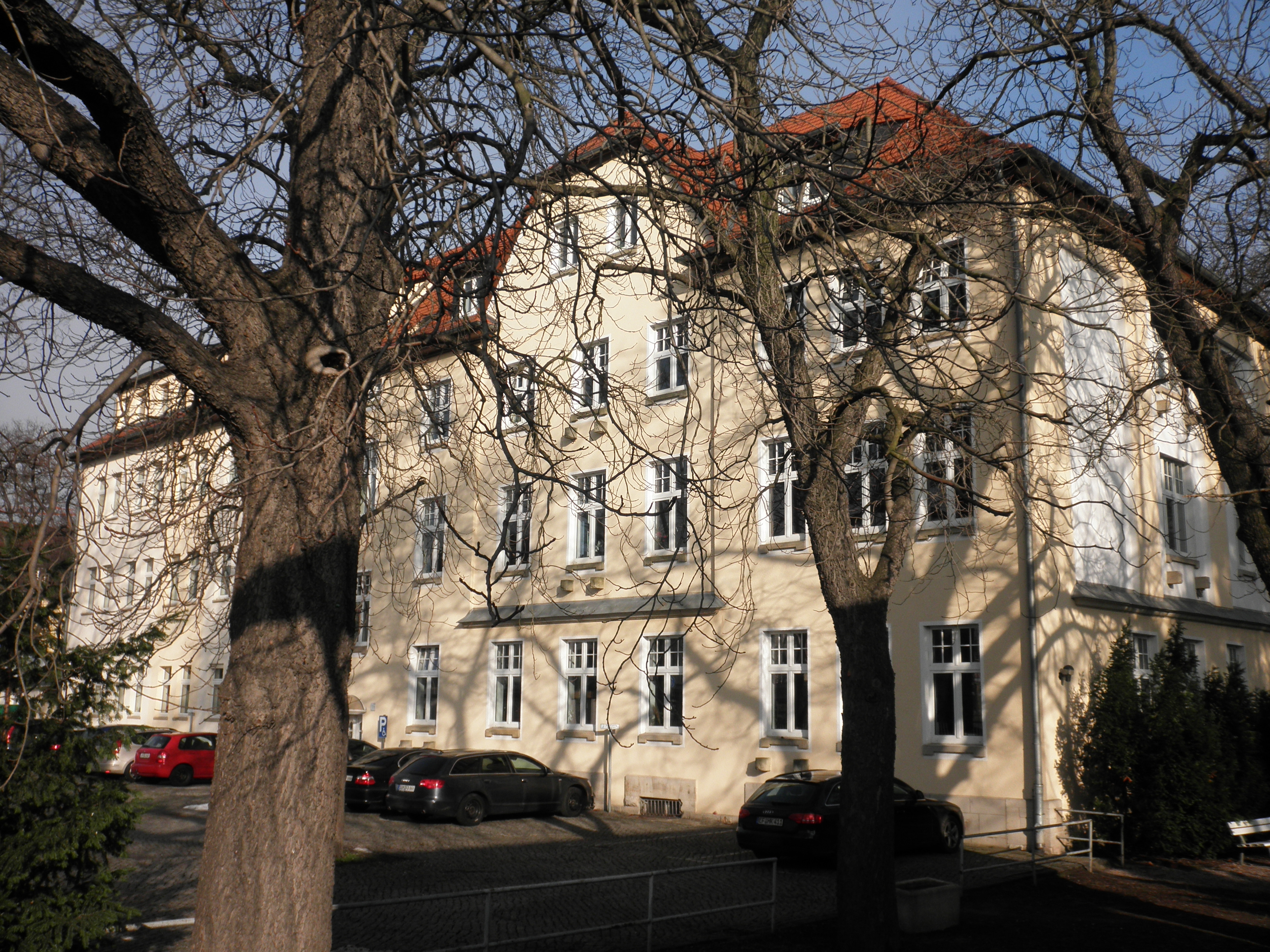
Verwaltungsgebäude der MAE: gebaut 1920er Jahre, Erweiterung 1950er Jahre
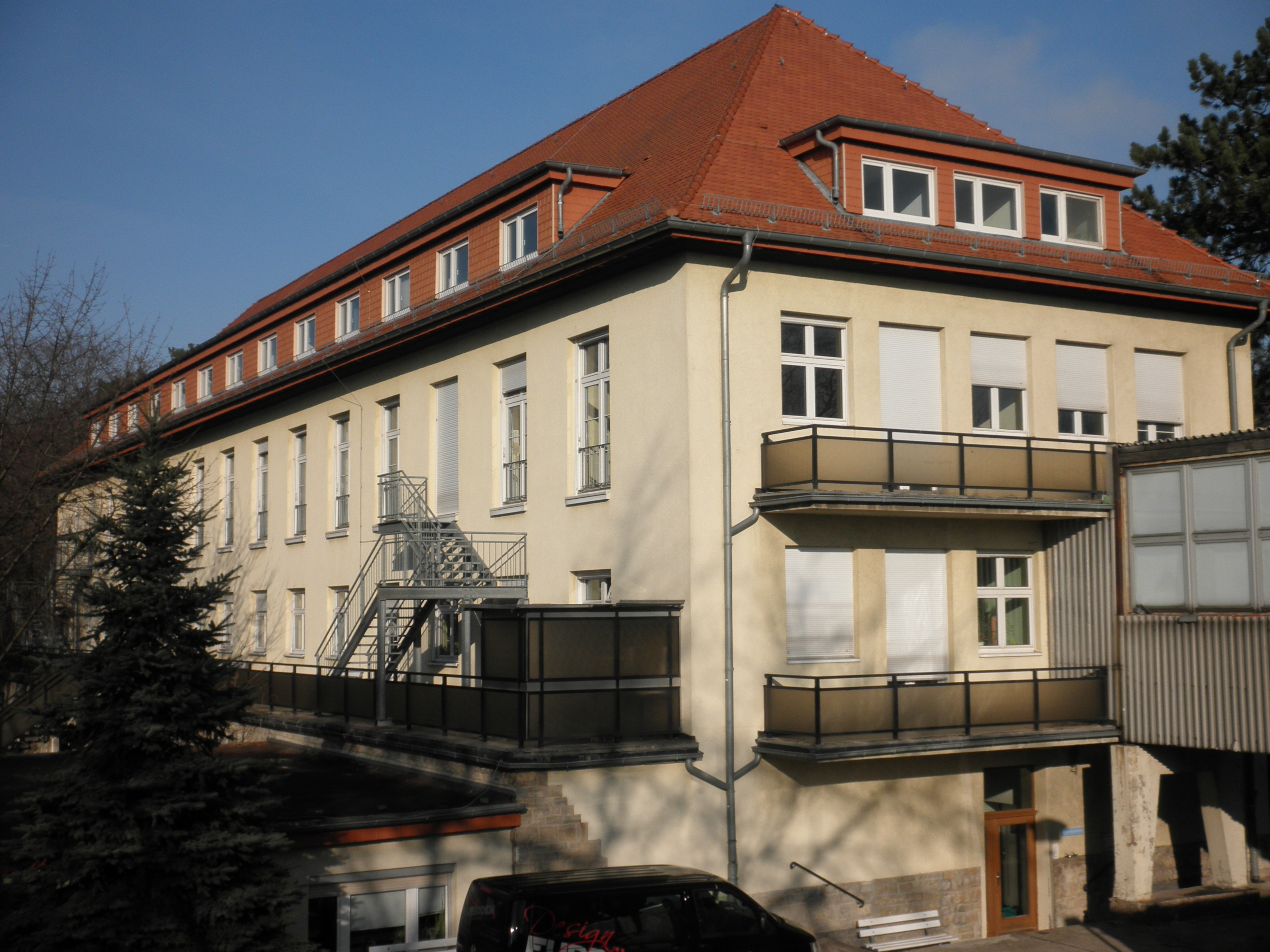
Medizinische Klinik von 1940, war als Seitenflügel eines großen Neubaus geplant
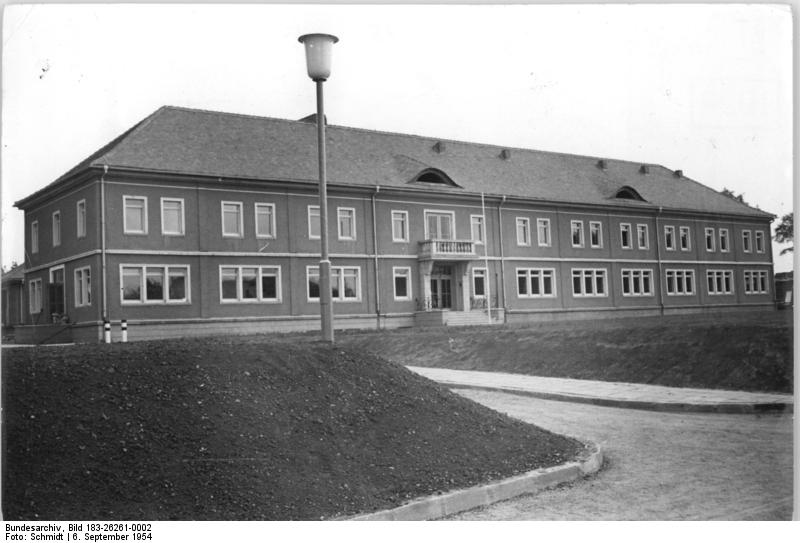
Pathologisches Institut von 1954
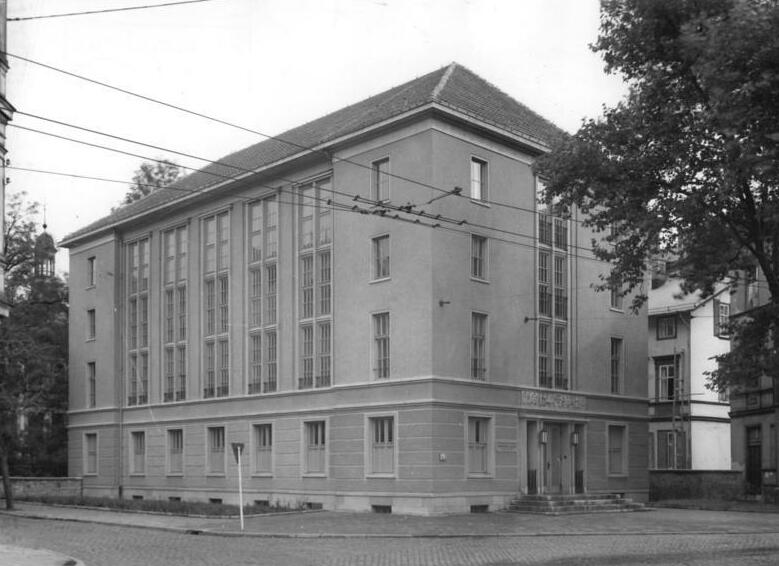
Hörsaalgebäude der Frauenklinik von 1957
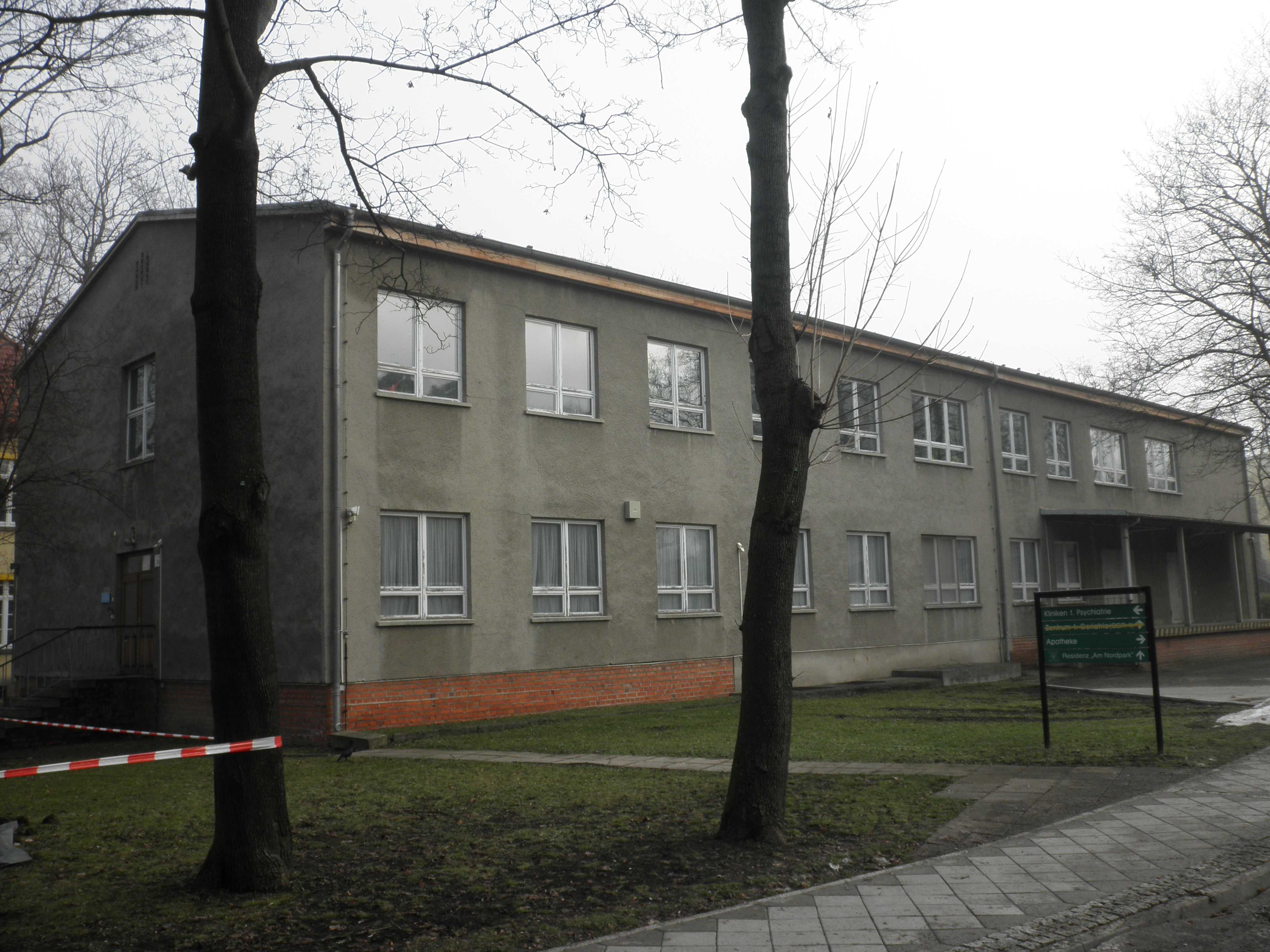
Seminargebäude aus den 1970er Jahren